# Escucha (Teruel)
Escucha (aragónul Escuita) település Spanyolországban, Teruel tartományban. Escucha Rillo, Utrillas, Montalbán, Palomar de Arroyos, Cuevas de Almudén és Mezquita de Jarque községekkel határos. Lakosainak száma 772 fő (2024).

## Népesség
A település népessége az utóbbi években az alábbiak szerint változott:
| Lakosok száma | 1102 | 1099 | 1073 | 1003 | 995  | 981  | 913  | 852  | 773  | 772  |
|               | 2001 | 2004 | 2007 | 2009 | 2012 | 2014 | 2017 | 2019 | 2022 | 2024 |